# 궁푸신춘역
궁푸신춘역(중국어: 共富新村站)은 중국 상하이시 바오산구 양신진과 구춘진 접경의 원촨로와 타이허로 교차로에 위치한 상하이 지하철 1호선의 지하철역이다. 2007년 12월 29일 1호선 북북연장선이 개통되기 전까지는 북부 종착역이었다.

## 역 구조

### 층별 구조
궁푸신춘역은 3층 높이의 역으로, 1층에는 4개의 출구가 있으며, 2층은 대합실로 지하철 매표, 교통카드 충전, 보안검색 등의 서비스가 제공되며, 3층은 승강장으로 2개의 상대식 승강장이 설치되어 있다. 승강장 위쪽은 남북고가로가 있다. 궁푸신춘역의 층별 구조는 아래와 같다.
| 3층 | 상대식 승강장, 오른쪽 출입문이 열림 | 상대식 승강장, 오른쪽 출입문이 열림        |
| 3층 | ←                                   | ■1호선 푸진루 방면 (바오안궁루)            |
| 3층 | →                                   | ■1호선 신좡 방면 (후란루)                  |
| 3층 | 상대식 승강장, 오른쪽 출입문이 열림 |                                            |
| 2층 | 대합실                              | 고객 센터, 자동 매표기, 수동 서비스 카운터 |
| 1층 | 출구                                | 1-4번 출구                                 |

## 버스 노선
172, 552(전구간), 701, 705, 719, 바오산1로, 바오산2로, 바오산3로, 바오산7로, 바오산13로, 바오산15로, 바오산구 마을버스(원타이) 왕촨로·타이허로-타이허신춘, 후난선, 자타이선, 첸타이선, 타이뤄 전용선

## 출구
|                         |                                            |  |  |
| 출구 번호               | 출구 위치                                  |  |  |
| 1번 출구                | 윈찬로(蕰川路) 동측, 타이허로(泰和路) 북쪽 |  |  |
| 2번 출구                | 윈찬로(蕰川路) 동측, 타이허로(泰和路) 남쪽 |  |  |
| 3번 출구                | 윈찬로(蕰川路) 서측, 타이허로(泰和路) 남쪽 |  |  |
| 4번 출구                | 윈찬로(蕰川路) 서측, 타이허로(泰和路) 북쪽 |  |  |
| 아이콘 설명: 엘리베이터 |                                            |  |  |